# Parada Równości

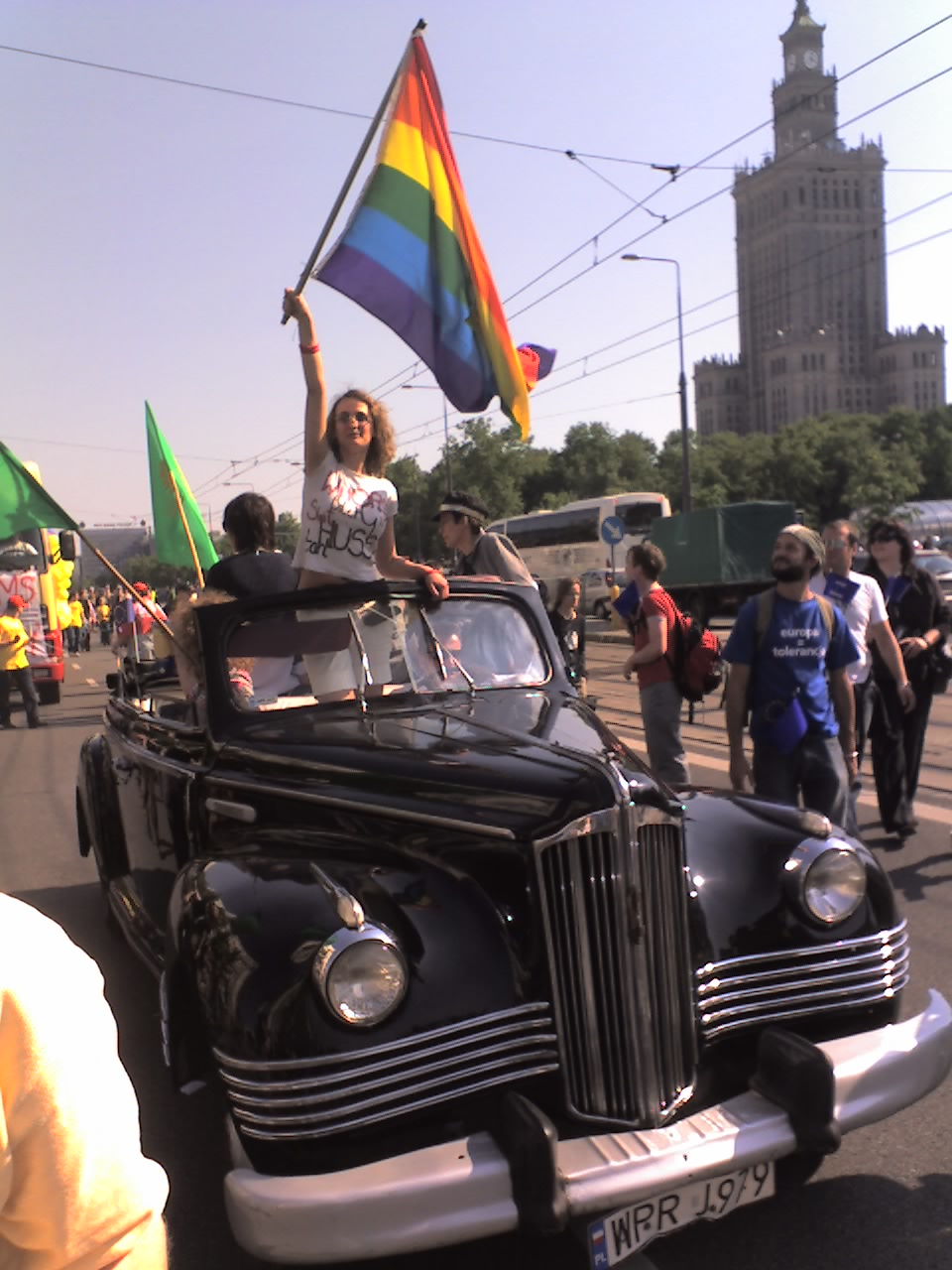
Parada Równości 2007

Die Parada Równości (poln., Gleichheitsparade) ist eine jährliche Demonstration in der polnischen Hauptstadt Warschau für Toleranz und Gleichberechtigung von Schwulen und Lesben. Ziel der Parade ist es, die gesellschaftliche und politische Anerkennung von Homosexualität zu fördern und gleiche Rechte für queere Personen zu erlangen. Dabei orientiert sich der veranstaltende Verein Stiftung für Gleichheit am Christopher Street Day.

## Geschichte

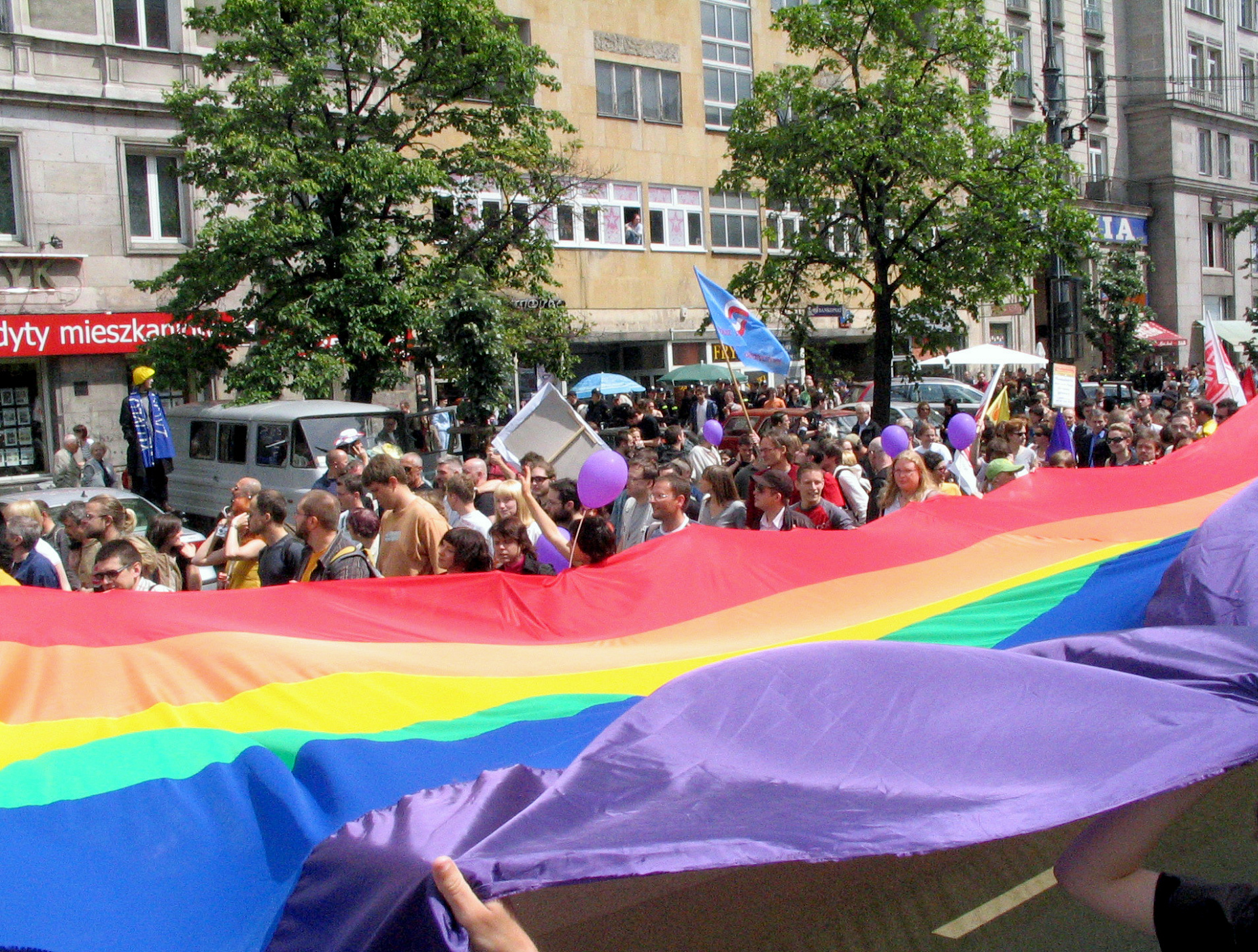
Parada Równości, 2006

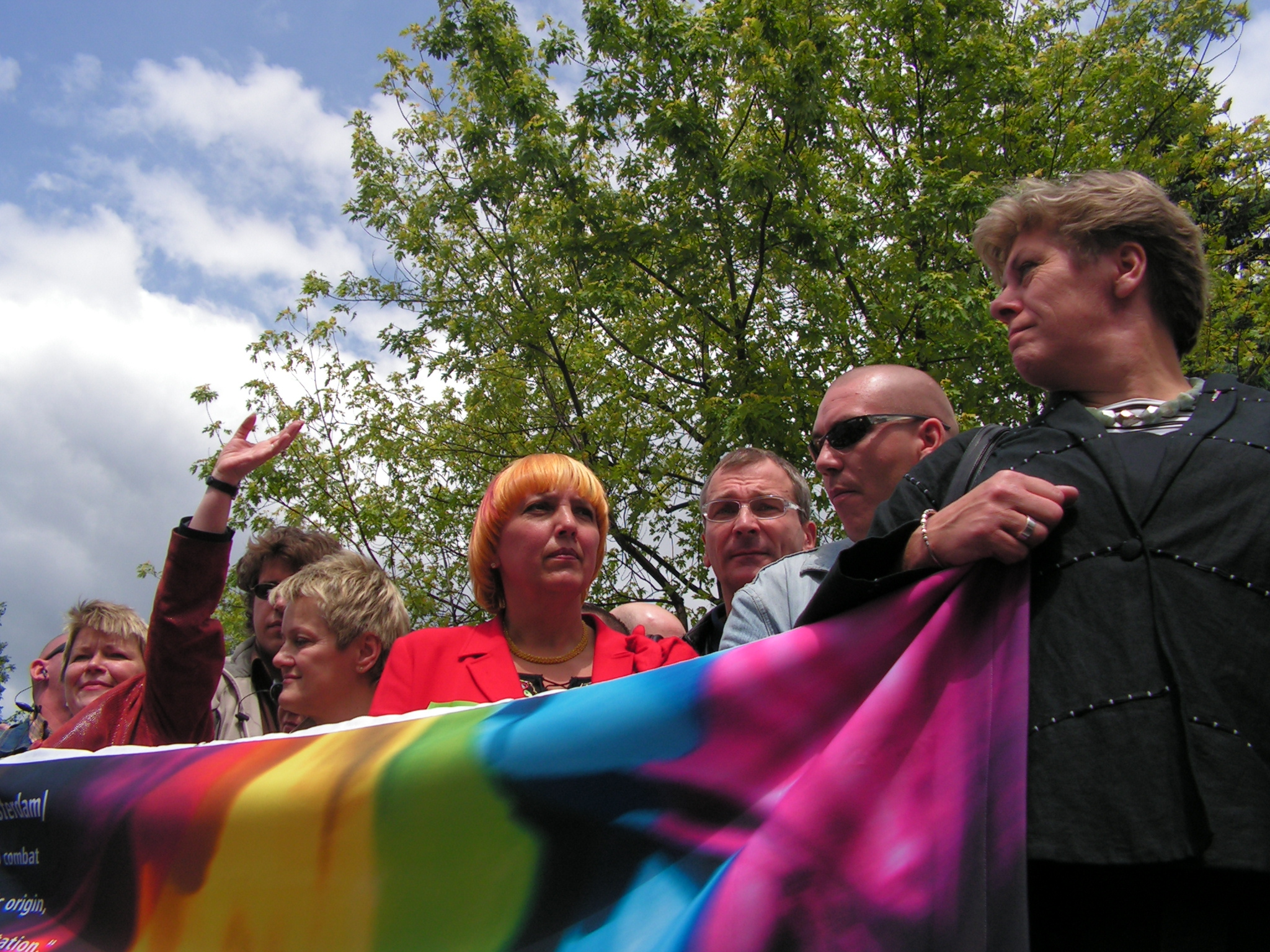
Claudia Roth, Renate Künast und Volker Beck nahmen 2005 und 2006 an der Parada Równości teil.

Erstmals 1998 machten drei vermummte Personen mit Transparenten unter der Sigismundssäule auf sich aufmerksam. Am 1. Mai 2001 versammelten sich etwa 300 Menschen zur ersten Parada Równości mit einer Regenbogenfahne und Musik aus einem PKW. Sie verlief von der Sigismundssäule zum Nikolaus-Kopernikus-Denkmal. Im darauffolgenden Jahr zählte sie 1000 Demonstranten. Die Route war die gleiche wie im Vorjahr, verlief jedoch in entgegengesetzter Richtung. 2003 fanden sich mit Unterstützung der Senatorin Maria Szyszkowska bereits 3500 Teilnehmer zusammen. Die Parade zog in diesem Jahr von der Sigismundssäule zum Parlamentsgebäude.
2004 wurde die Parade von dem damaligen Warschauer Bürgermeister und späterem Präsidenten Polens Lech Kaczyński nicht genehmigt. So fand lediglich eine Protestkundgebung mit etwa 600 bis 1000 Personen vor dem Rathaus in Warschau statt.
2005 kam es erneut zum Verbot der Parade. Dennoch marschierten rund 3000 Personen durch die Innenstadt Warschaus. Unterstützung fand die Demonstration unter anderem vom Parlamentspräsidenten Tomasz Nałęcz, der am Vortag alle Warschauer aufgerufen hatte, an der Parade teilzunehmen, und der stellvertretenden Premierministerin Izabela Jaruga-Nowacka sowie den deutschen Grünen-Politikern Claudia Roth, Renate Künast und Volker Beck. Es kam dabei zu mehreren gewalttätigen Übergriffen von rechtsextremen Organisationen und Gegendemonstrationen aus konservativen und katholischen Kreisen. Dabei wurden die Demonstranten beschimpft und mit Eiern beworfen. Es kam zu mehreren Festnahmen und Verletzten. Von Bürgermeister Kaczyński wurde kritisiert, dass die Teilnehmer der verbotenen Demonstration von der Polizei beschützt und Gegendemonstranten attackiert wurden. Die Stadtverwaltung Warschaus wurde 2007 wegen des Verbotes der Parade im Jahre 2005 vom Europäischen Gerichtshof für Menschenrechte für schuldig befunden, grundlegende Menschenrechte durch ihr Handeln verletzt zu haben. Gemeint ist hier das Recht auf Versammlungsfreiheit.
2006 erlangte die Parada Równości bereits im Vorfeld auf Grund der Vorfälle der vergangenen Jahre große internationale Aufmerksamkeit. Als Reaktion auf die Ankündigung deutscher Politiker, die Demonstration durch ihre Anwesenheit zu unterstützen, rief der Vize-Vorsitzende der damaligen Regierungspartei LPR Wojciech Wierzejski dazu auf, mit Knüppeln gegen diese vorzugehen, und erhielt daraufhin eine Strafanzeige von Claudia Roth. Das Auswärtige Amt gab für dieses Wochenende auf Grund angekündigter Gewaltdrohungen eine Reisewarnung nach Polen aus.

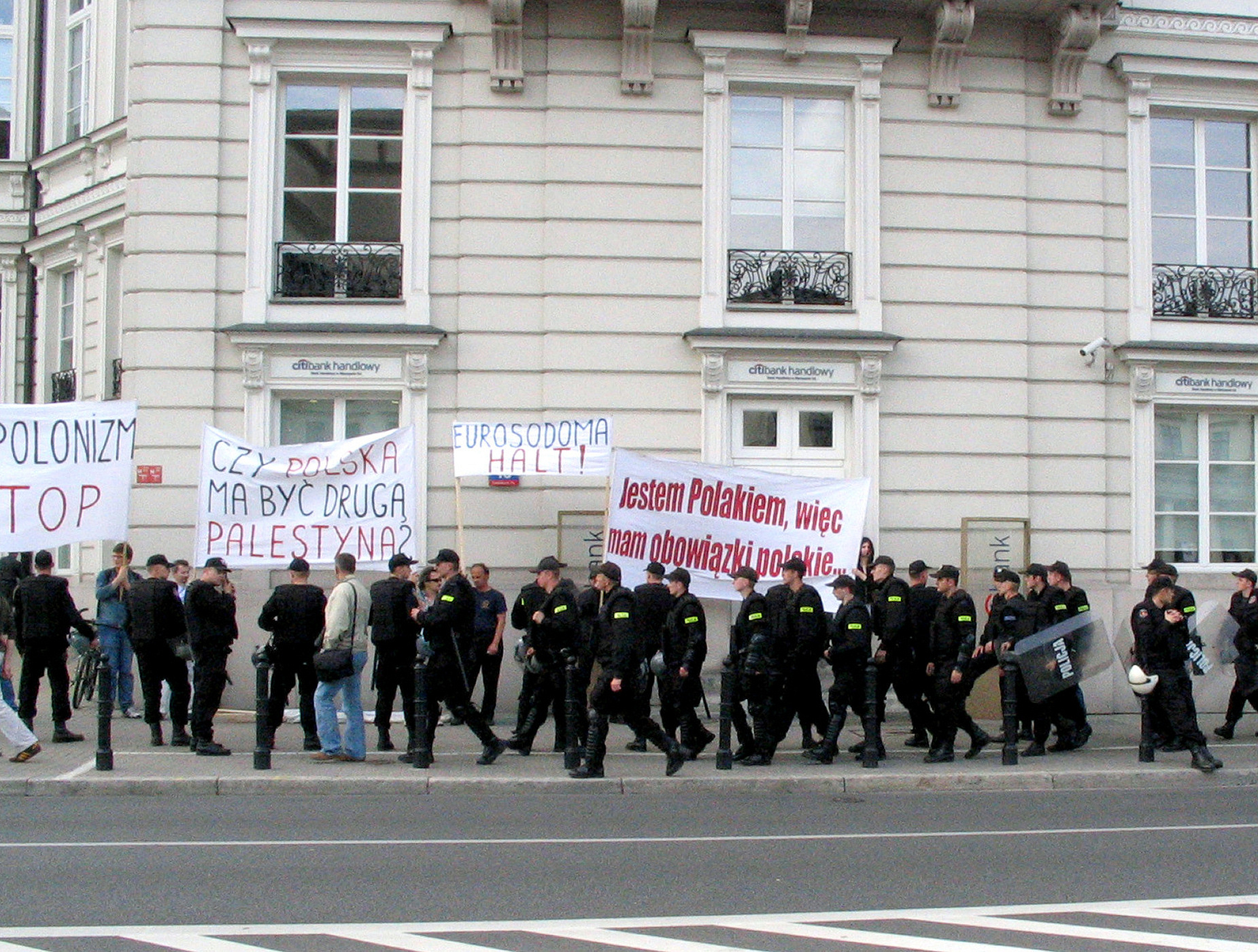
Gegendemonstranten einer ultrakatholischen Gruppe, 2006

Prominente und zahlreiche Organisationen wie der Warschauer Pakt 2006 und die Antifa unterstützten die Organisation der Veranstaltung. Wenige Tage vor der Demonstration wurde die Parade am 10. Juni 2006 doch genehmigt und die Gegendemonstration der Allpolnischen Jugend, die in entgegengesetzte Richtung hätte verlaufen sollen, abgesagt. Die Demonstranten zogen unter Schutz von 2000 Polizisten drei Stunden lang durch die Warschauer Innenstadt zum Theaterplatz, wo die Abschlusskundgebung gehalten wurde. Laut Schätzungen der Polizei handelte es sich dabei um 3000 Menschen. Es kam dabei im Vergleich zum Vorjahr nur zu wenigen Festnahmen (14 Personen) und Verletzten. Gegendemonstranten rechtsradikaler und ultrakatholischer Gruppen versammelten sich vereinzelt am Rande des Umzuges.

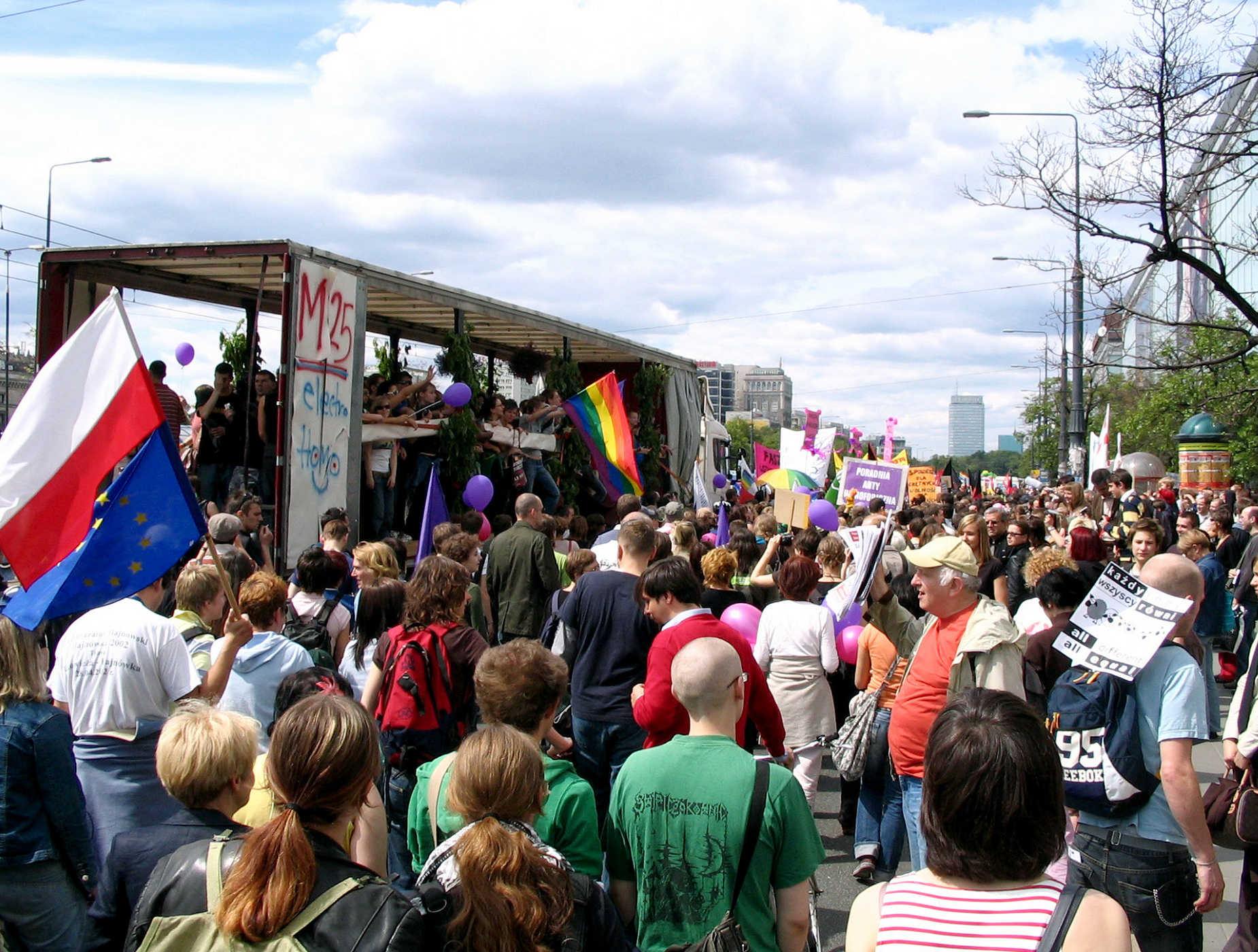
Einer der beiden Wagen auf der Parade 2006

An der Parada Równości am 13. Juni 2009 haben nach unterschiedlichen Angaben mehrere hundert bis 1500 Teilnehmer teilgenommen. Die Demonstration verlief ohne größere Zwischenfälle, allerdings unter deutlichem Polizeischutz. Am Endpunkt der Demonstration vor dem polnischen Parlamentsgebäude hatten sich rund hundert Rechtsradikale aus dem National-Radikalen Lager ONR versammelt und riefen schwulenfeindliche Parolen, wurden jedoch von der Polizei von den Teilnehmern der Parada Równości abgeschirmt.

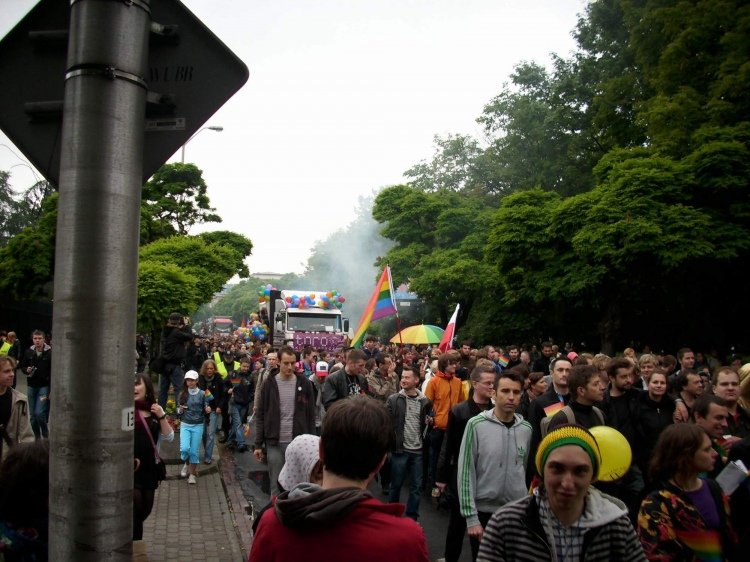
Parada Równości, 2009

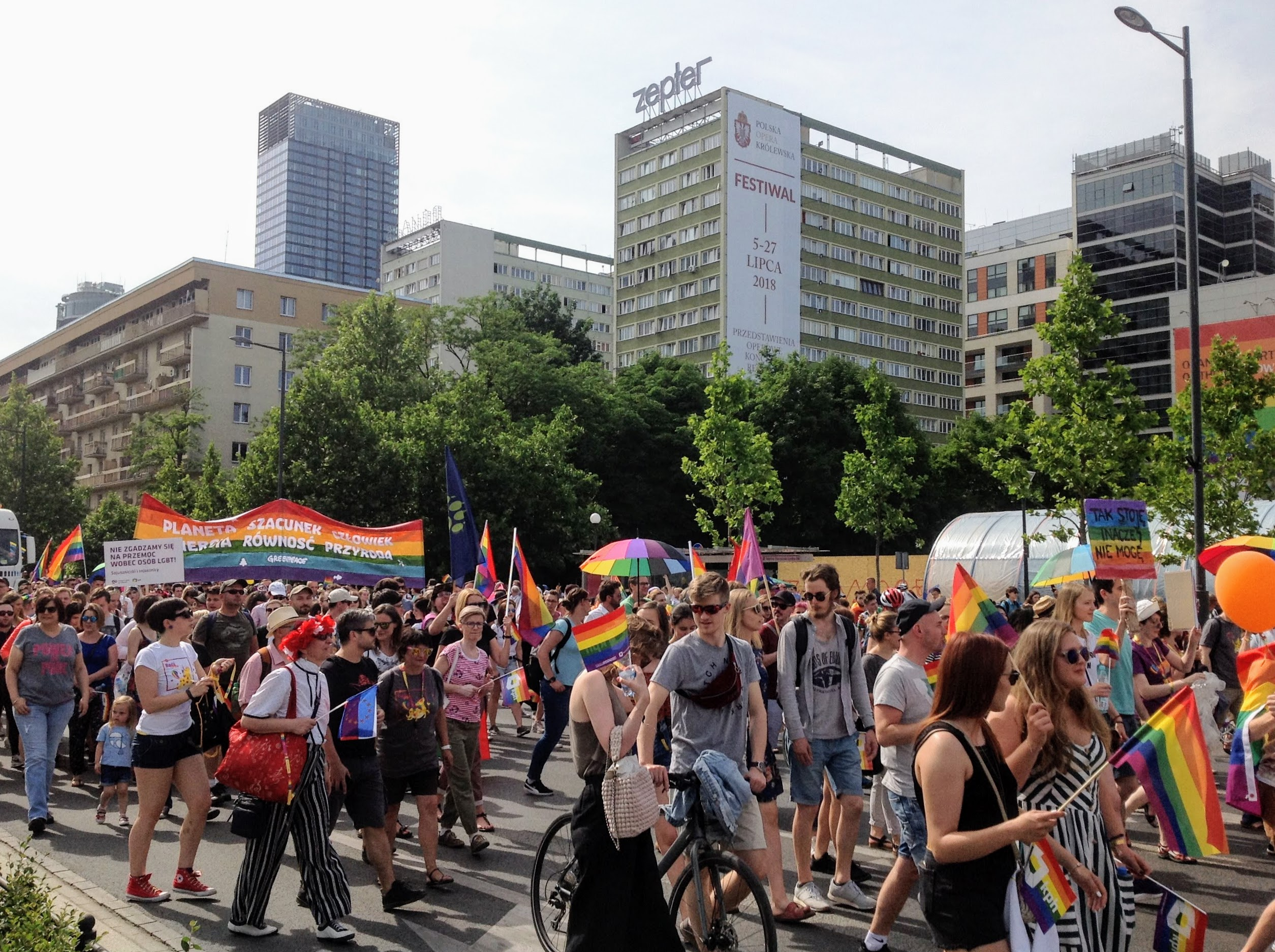
Parada Równości, 2018

Am 9. Juni 2018 fand die 18. Ausgabe der Parada Równości in Warschau statt. Die Veranstalter schätzten die Zahl der Teilnehmer auf 50.000. Nach Angaben der Polizei nahmen etwa 13.000 Personen an der Parade teil. Sie demonstrierten für die Rechte von Lesben, Schwulen, Bisexuellen und Transgendern. Der Marsch richtete sich aber auch gegen die Diskriminierung ethnischer und religiöser Minderheiten und Behinderter.

## Unterschiede zum CSD
Die Parada Równości versteht sich wie auch der CSD neben ihren politischen Forderungen als Fest von Homosexuellen. Wagen mit musikalischer Beschallung sind ebenfalls an dem Umzug beteiligt. Während der CSD jedoch oftmals als kommerzielle Veranstaltung ohne ernsthafte politische Hintergründe kritisiert wird, ist bei der Parada Równości der Demonstrationscharakter auf Grund mangelnder Akzeptanz gegenüber Schwulen und Lesben unbestritten.